# Famille Ravagnini
 (mai 2015).
Si vous disposez d'ouvrages ou d'articles de référence ou si vous connaissez des sites web de qualité traitant du thème abordé ici, merci de compléter l'article en donnant les références utiles à sa vérifiabilité et en les liant à la section « Notes et références ».
La famille Ravagnin, également sous les formes Ravagnini ou Ravanini, est une famille patricienne de Venise, originaire de la Marche Trévisane.

## Historique
Le 22 juillet 1657, cette maison fut assimilée au corps patricien vénitien et avoué au Maggior Consiglio, à la suite du payement de la somme de 100 000 ducats prévue pour l'acquisition du titre nobiliaire. La famille fut agrégée dans le chef du cavalier Giulio Ravagnin, originaire de Trévise, et de ses frères, l'un desquels mourra en 1684, à l'âge de 34 ans, frappé par une balle de canon, sur la galère de l'amiral Marco Pisani, au large de Coron (Grèce). 
En 1797, les Ravagnini étaient encore présents en Maggior Consiglio, mais ils ne furent pas reconnus comme noble par le gouvernement impérial autrichien.

## Armes

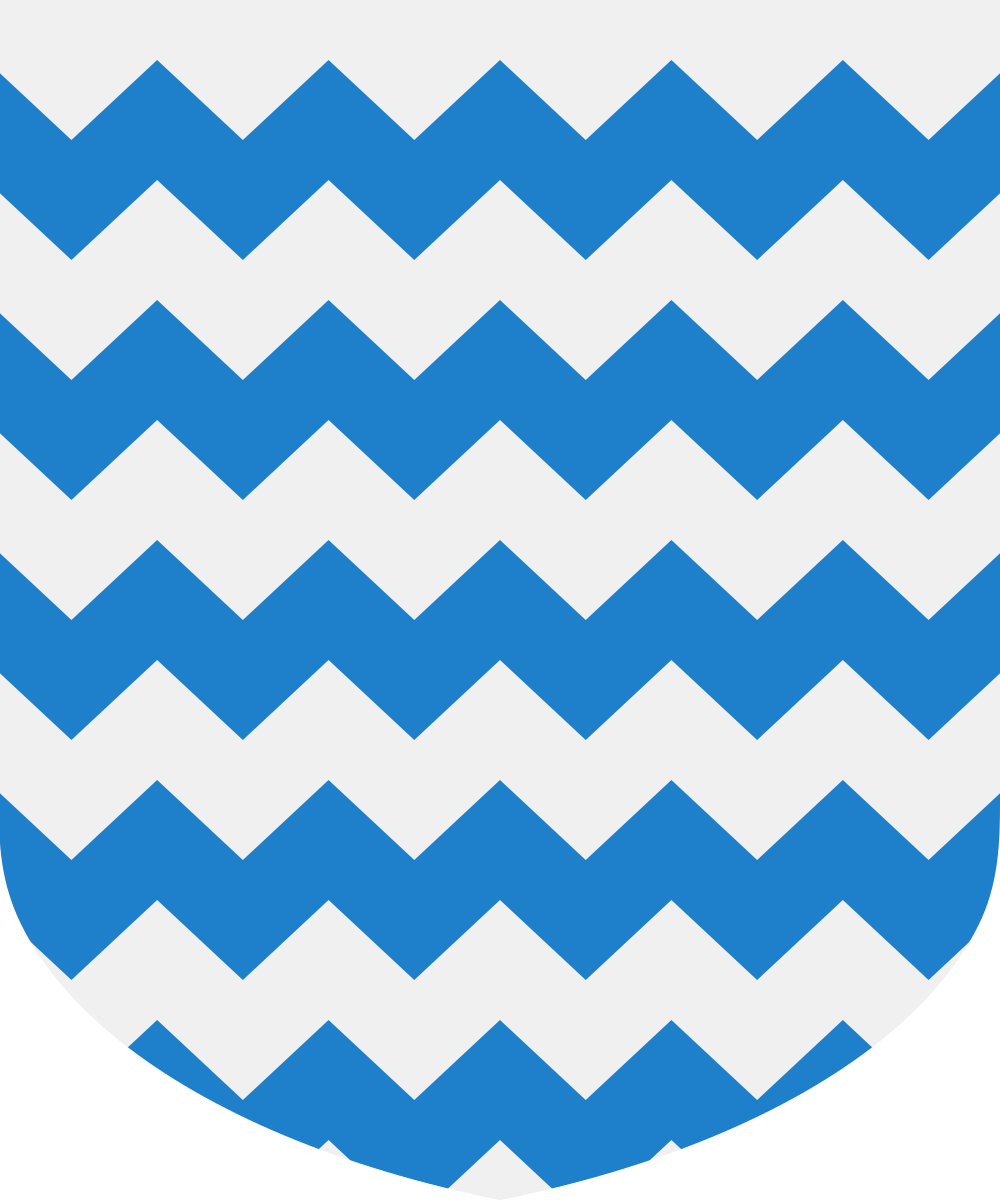
Armes des Ravagnini.

Les armes des Ravagnini se blasonnent ainsi d'argent, à cinq trangles vivrées d'azur.